# کمال میلر
کمال میلر (انگلیسی: Kamal Miller؛ زادهٔ ۱۶ مهٔ ۱۹۹۷) بازیکن فوتبال اهل کانادا است.
از باشگاه‌هایی که در آن بازی کرده‌است می‌توان به باشگاه فوتبال مونترال و باشگاه فوتبال اورلاندو سیتی اشاره کرد.
وی همچنین در تیم‌های ملی پایه و تیم ملی فوتبال کانادا بازی کرده‌است.